# Tidningshuset, Hedemora
Tidningshuset är en byggnad i kvarteret Svalan i Hedemora, Dalarnas län. Huset byggdes 1912 för Södra Dalarnes Tidning, efter ritningar av Klas Boman. Den sista tryckningen av Södra Dalarnes Tidning i huset skedde 1963, men tryckeriverksamheten i huset fortsatte med andra produkter. När Hedemora Tryck AB flyttade ut några år in på 2000-talet kunde assistansföretaget Hedemora Assistansservice flytta in. Tidningsredaktionen flyttade till nya lokaler på Åsgatan 2006, och assistansföretaget köpte då även den delen av huset.
Stommen i redaktions- och tryckeribyggnaden är troligen tegel, på en sockel av sten, och fasaderna spritputsade i gulgrått. Taken är täckta av rött tvåkupigt tegel respektive grön trapetskorrugerad plåt. 1917 gjorde en stor om- och tillbyggnad  av kontors- och expeditionslokalerna, och 1938 gjordes byggnaden om ytterligare och moderniserades, efter ritningar av Lars Timander.
1915 byggdes en uthuslänga efter ritningar av Lars Kolmodin, med lager och stereotyprum. 1938 tillkom ett garage i uthuslängan efter ritningar av Julius Järnåker. Uthusen är byggda av plankreglar på en grund av sten och slaggtegel, och taken är av sadeltyp med rött tegel. Fasaderna är faluröda fasspontpaneler med vita omfattningar och dörrar. Samtidigt med uthusen ritade Kolmodin ett bostadshus på gården åt Axel Lidman, som drev tidningen. Senare användes huset för fotosättning. Det hade en stomme av restimmer och plank, skiffertak och reveterad fasad i samma nyans som redaktions- och tryckeribyggnaden. Idag är dock Lidmanska bostadshuset borta.